# Parancistrocerus lynchii
Parancistrocerus lynchii är en stekelart som först beskrevs av Brethes 1903.  Parancistrocerus lynchii ingår i släktet Parancistrocerus och familjen Eumenidae. Inga underarter finns listade i Catalogue of Life.